# 塞塔格峰
46°17′44″N 9°16′52″E / 46.29556°N 9.28111°E
塞塔格峰（義大利語：Piz de Setag），是歐洲的山峰，位於瑞士和意大利接壤的邊境，由倫巴第大區和格勞賓登州負責管轄，屬於勒蓬廷阿爾卑斯山脈的一部分，海拔高度2,476米。

## 外部連結
- Piz de Setag on Hikr （页面存档备份，存于）